# Пелан, Перрин
Перрин Пелан (по-французски произносится Пелен) (фр. Perrine Pelen, род. 3 июля 1960 года, Булонь-Бийанкур) — французская горнолыжница, призёрка Олимпийских игр, чемпионка мира, победительница этапов Кубка мира. Наиболее успешно выступала в слаломе.
В Кубке мира Пелан дебютировала 9 декабря 1976 года, в январе 1977 года одержала свою первую победу на этапе Кубка мира, в слаломе. Всего имеет на своём счету 15 побед на этапах Кубка мира, все в слаломе. Лучшим достижением в общем зачёте Кубка мира, является для Пелан 4-е место в сезоне 1979/80. В сезоне 1979/80 завоевала малый Хрустальный глобус в зачёте слалома.
На Олимпийских играх 1980 года в Лейк-Плэсиде завоевала бронзу в гигантском слаломе, причём в борьбе за бронзу она всего 0,01 секунды выиграла у своей соотечественницы Фабьенн Серра кроме того стартовала в слаломе, но сошла во второй попытке, будучи 4-й после первой.
На Олимпийских играх 1984 года в Сараево завоевала серебро в слаломе и бронзу в гигантском слаломе, причём в борьбе за серебро в гигантском слаломе она всего 0,02 секунды проиграла американке Кристин Купер.
За свою карьеру участвовала в пяти чемпионатах мира, на которых завоевала 1 золотую и 1 серебряную медали, золото она выиграла в слаломе на чемпионате мира 1985 года, а серебро в комбинации на чемпионате мира 1982 года.
Завершила спортивную карьеру в 1986 году. После завершения карьеры была директором отдела по туризму департамента Савойя. 